# Копалинский, Владислав
Владислав Копалинский (пол. Władysław Kopaliński) (настоящие имя и фамилия Владислав Ян Стефчик, до начала второй мировой войны — Ян Стерлинг) (14 ноября 1907, Варшава — 5 октября 2007, там же) — известный польский лексикограф, издатель, журналист, переводчик, энциклопедист, популяризатор науки.

## Биография
Родился в Варшаве в еврейской семье владельца типографии. Учился в реально-философской гимназии, поступил в Варшавский университет, но учëбу не окончил. Помогал отцу в управлении делами. Во время войны избежал заключения в гетто, участвовал в подпольной борьбе с немецкими оккупантами.
С 1944 по 1959 г. работал на Польском Радио в Люблине. Вëл ряд передач. В 1949-1954 г. — директор Польского Радио и главный редактор книжного издательства Czytelnik. Инициатор создания книжной серии «Nike».
Позже работал корреспондентом Польского агентства по печати в Вашингтоне (США).
Постоянный автор публицистических статей и фельетонов в газете «Życie Warszawy» (1954—1974). Член Союза польских литераторов.
Похоронен на варшавском кладбище Воинское Повонзки.

## Литературная деятельность
Автор многочисленных, популярных, выдержавших несколько изданий словарей и энциклопедий, в том числе:
- Słownik wyrazów obcych i zwrotów obcojęzycznych (1967),
- Księga cytatów z polskiej literatury pięknej (1975, в соавт.),
- Słownik mitów i tradycji kultury (издавался в 1985, 1987, 1988, 1991, 1993, 1996, 1997, 1998, 2001, 2003, 2006),
- Słownik symboli (издавался в 1990, 1991, 1995, 1997, 1999, 2001, 2006),
- Słownik przypomnień (издавался в 1992, 1993, 1996, 1999, 2006),
- Koty w worku, czyli z dziejów pojęć i rzeczy (1993),
- Encyklopedia «drugiej płci» (1995),
- Słownik eponimów czyli wyrazów odimiennych (1996),
- Opowieści o rzeczach powszednich (издавался в 1987, 1988, 1990, 1994, 1998, 2004, 2006),
- Słownik wydarzeń, pojęć i legend XX wieku (1999),
- Leksykon wątków miłosnych (2002)
- Podręczny słownik wyrazów obcych (издавался в 1996, 1999, 2002, 2006)
- 125 baśni do opowiadania dzieciom (2004)
- Przygody słów i przysłów. Leksykon (2007)
- Od słowa do słowa. Leksykon (2007) и др.

В 1954 г. написал комедийную пьесу в 3-х актах для театра «Baśka». Занимался переводами с английского и китайского языков.

## Награды
- Офицерский крест ордена Возрождения Польши (1945)
- Командорский крест ордена Возрождения Польши (1954).
- Лауреат многих польских и зарубежных премий.